# Maria, królowa Szkotów (film 1971)
Maria, królowa Szkotów (ang. Mary, Queen of Scots) – brytyjsko-amerykański film kostiumowy z 1971 roku w reżyserii Charlesa Jarrotta.

## Obsada
- Vanessa Redgrave – Maria Stuart
- Glenda Jackson – Królowa Elżbieta I
- Patrick McGoohan – Jakub Stuart
- Timothy Dalton – Lord Henry Darnley
- Nigel Davenport – James Hepburn
- Trevor Howard – Sir William Cecil
- Daniel Massey – Robert Dudley
- Ian Holm – David Riccio